# Félicien-Joseph-Victor Rops

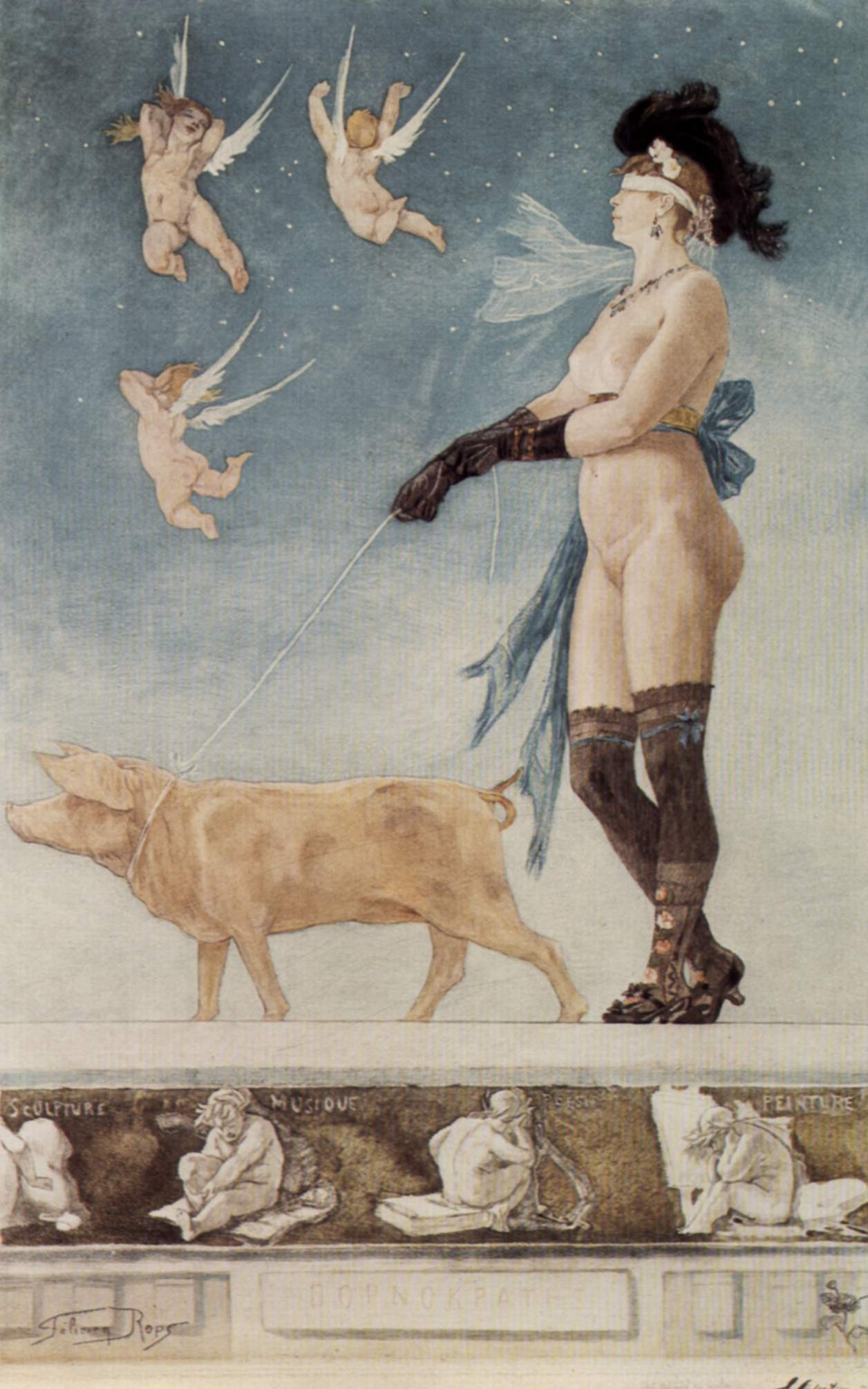
Pornòcrates. Aiguafort i aiguatinta. (1878).

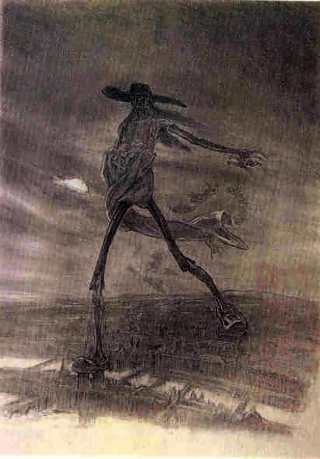
Satanàs sembrant zitzània. Les Sataniques. Punta seca. (1882)

Félicien-Joseph-Victor Rops (7 de juliol del 1833 - 23 d'agost del 1898), fou un pintor i gravador belga, dedicat especialment al gravat a l'aiguafort i a l'aiguatinta.
L'obra de Félicien Rops es pot distingir entre una primera etapa creativa en que l'autor treballa a Bèlgica (c. 1855-1870), més propera al realisme o naturalisme i on treballa sobretot la caricatura, les escenes costumistes i la il·lustració de llibres. Es pot parlar d'una segona etapa a partir de la dècada dels 70 (1870-1898) on l'artista freqüenta París, hi comença a treballar i s'hi acaba instal·lant. És a partir de finals de la dècada de 1860 que s'introdueix al llenguatge decadentista característic de la fin de siècle i desenvolupa el seu estil propi i transgressor, emmarcat en el simbolisme i influït per l'ambient literari i cultural del París de l'època.

## Biografia
Félicien Rops va néixer a Namur el 1833 en el si d'una família pertanyent a la burgesia, amb negocis al sector tèxtil. Va rebre una sòlida formació en llatí al col·legi jesuïta de Notre-Dame de la Paix a la seva ciutat natal, entre 1843 i 1849. El mateix 1849 opta per d'inscriure's a l'Acadèmia de Belles Arts en aquesta mateixa localitat. El 1851 es traslladà a la capital per estudiar dret a la Universitat de Brussel·les, ciutat on també es va formar en dibuix a l'Académie de Saint-Luc. Durant la seva etapa com a estudiant, el jove Rops desenvolupa un cert gust per la literatura post-clàssica, pel llatí tardà dels Pares de l'Església i pels escriptors de l'anomenada "decadència llatina", com ara Sidoni Apol·linari. Aquests mateixos autors, ja apreciats per Baudelaire, van ser revifats per Huysmans, Péladan o Gourmont, escriptors amb els quals es relacionarà al llarg de la seva carrera artística. Diversos artistes decimonònics veien una sèrie de paral·lelismes entre la seva societat i la dels darrers anys de l'Imperi Romà.
En els seus inicis, va destacar més pels seus dibuixos que per les seves pintures a l'oli, assolint certa notorietat com a caricaturista. Rops va començar a publicar còmics en revistes estudiantils com Le Crocodile i Le Diable au Salon mentre encara estava en procés de formació a la dècada de 1850. De vegades, publicava amb pseudònims com Spor, Risette, Graffin, Cham-Loth i Croque-tout. Amb amics, va co-fundar una revista setmanal satírica artística i literària, The Uylenspiegel, el 1856, a la qual va contribuir regularment fins a la seva desaparició el 1862. S'ha observat que les litografies que Rops va publicar durant la seva joventut a Uylenspiegel (1856-62) estaven fortament influïdes per Gavarni i Daumier. Els perfils elegants de les seves figures femenines recorden a Gavarni, mentre que les seves figures masculines voluminoses s'assemblen a les de Daumier. Pel que fa a composicions, sembla inspirar-se sobretot en Gavarni i J.J. Grandville.
Tot i que Rops va explorar una àmplia gamma de mitjans, el seu principal mitjà d'expressió va ser la gravat. Va treballar la litografia, la xilografia, l'aiguafort, el gravat a la manera negra, el gravat al burí, l'heliogravat i altres tècniques, donant lloc a una extensa producció de gravats al llarg de la seva carrera. Aquestes obres són notablement diverses i abasten tot l'espectre dels estils i temes que va explorar al llarg de la seva vida. Tot i que en els seus inicis va treballar extensament la litografia, cap a la dècada de 1860 va començar a explorar amb altres tècniques de gravat que havia après amb Félix Bracquemond i Jules Ferdinand Jacquemart a París. Bracquemond va ser una de les figures centrals en revifar l'interès per aquesta tècnica entre els artistes de l'època, animant i assessorant artistes com Édouard Manet, Edgar Degas, Camille Pissarro i altres a explorar aquesta forma d'art sovint menystinguda. Al final de la dècada, Rops gairebé havia abandonat la litografia. Rops va fundar la Societat Internacional dels Gravadors cap als anys 1869 o 1870. Tot i que la societat va rebre elogis tant d'artistes com de la reialesa, va tenir problemes financers per mantenir-se durant més de dos o tres anys.

Amb un clima polític relativament liberal i una premsa lliure protegida constitucionalment, Brussel·les va esdevenir un refugi per als exiliats polítics. Els salons I exposicions de caricatures van tenir un gran èxit i repercussió a la Bèlgica del moment. Rops estava ben immers en aquest entorn ple d'activitats polítiques i artístiques. Félicien Rops va produir una gran quantitat d’obra caricaturesca, satírica, costumista i eròtica basada en impressions, dibuixos i il·lustracions per llibres i revistes. Durant les dècades de 1860 i 70 va treballar freqüentment per Auguste Poulet-Malassis, un editor parisenc condemnat per deutes que s'havia hagut de traslladar a Brussel·les. Un cop a Bèlgica, Poulet-Malassis es dedicà a la impressió clandestina de material eròtic i literatura d’avantguarda. En aquestes dècades Rops, establert al castell de Thozée, treballava amb encàrrecs que li arribaven des de Namur, Brussel·les i París. Amb el pas dels anys Rops va anar freqüentant París de forma cada cop més habitual, fins al punt d'acabar traslladant-s'hi definitivament el 1871. El darrer quart del s. XIX les seves il·lustracions estaven sent més demandades que mai pels editors literaris parisencs, entrant en una etapa de gran èxit professional i financer, vora el 1877 se'l considerava com l'il·lustrador millor pagat de tot França. 

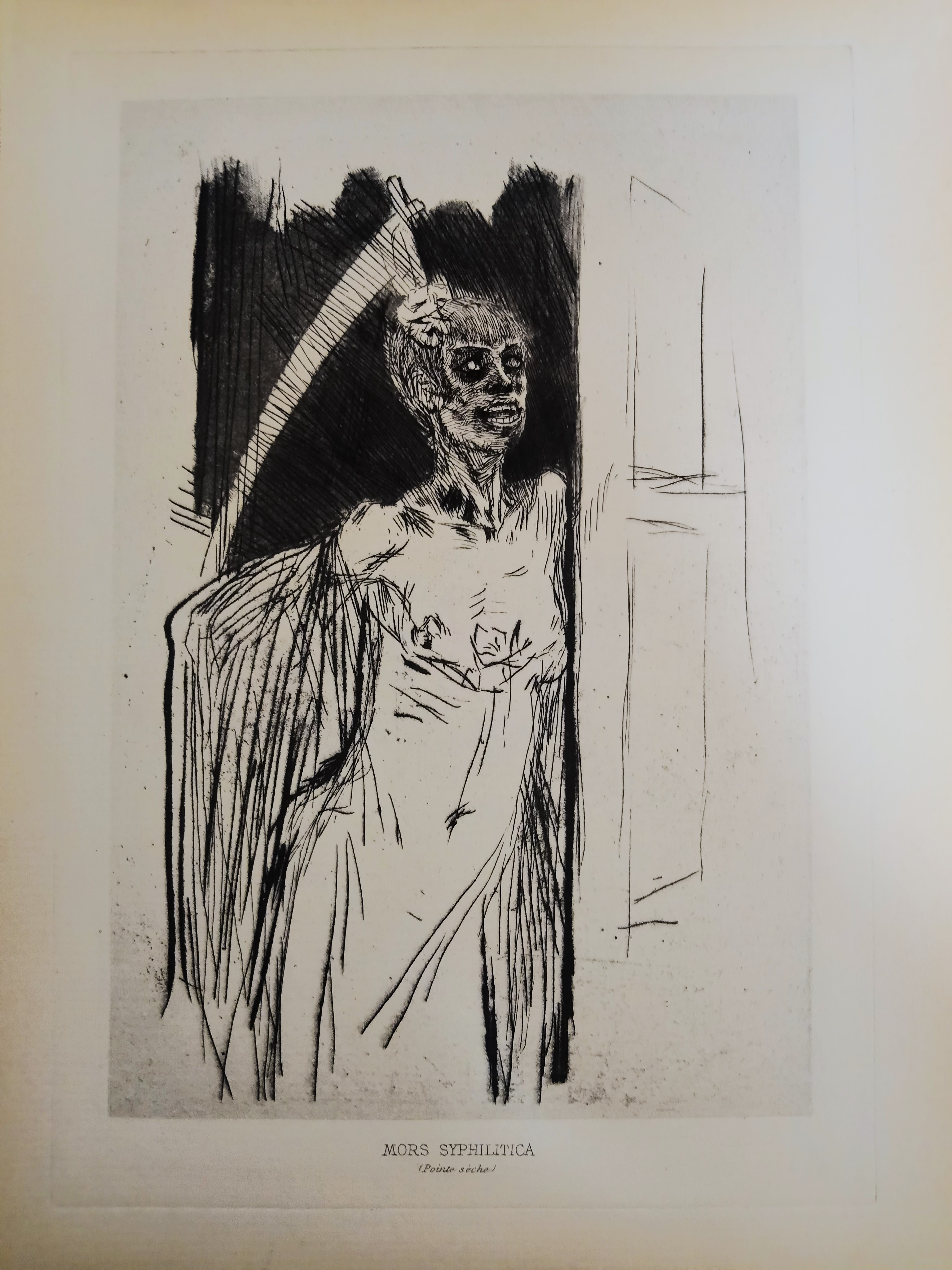
Mors syphilitica. Punta seca de Félicien Rops. (c. 1875)

Félicien Rops va ser, a més, un dels membres principals del Groupe des Vignt (o Les XX), una associació de pintors, dissenyadors i escultors que advocaven per la modernització del panorama artístic a Bèlgica. Cap al 1892, li va començar a fallar la vista a causa d'un accident amb clorat de potassi, circumstància que no li va impedir de mantenir la seva tasca artística fins a la seva mort. A més fou francmaçó i membre del Grand Orient de Belgique.

## Relació amb Baudelaire
El 1864, va conèixer Charles Baudelaire, ja en les acaballes de la vida de l'escriptor, i establiren una relació que el marcà profundament fins a la fi dels seus dies. Rops va dissenyar el frontispici de l'obra Les Épaves de Baudelaire, amb poemes escollits de Les fleurs du mal, llibre que havia estat censurat a França i que va haver de ser publicat a Bèlgica.
Aquesta obra compta amb els sis poemes originals de la primera edició de Les fleurs du mal, llibre que havia estat censurat a França i que va haver de ser publicat a Bèlgica, així com quatre obres addicionals: "Galanteries", "Épigraphes", "Diverses Pièces" i "Bouffonneries”. Tant la primera versió de Les fleurs du mal (1857) com Les épaves (1866) foren publicades per l’editor Auguste Poulet-Malassis, el qual des de 1862 es trobava exiliat a Bèlgica a causa d’uns deutes econòmics i el qual ja tenia relació amb Félicien Rops. Aquest editor serà qui acabarà presentant al gravador belga i a l’escriptor decadentista vora el 1864. Es coneix que altres artistes de l’òrbita de Poulet-Malassis com Félix Bracquemond van treballar amb Baudelaire en el disseny de les il·lustracions de la segona edició de Les Fleurs du Mal; sembla però que aquesta col·laboració no va acabar de satisfer al poeta, que va acabar aparcant el projecte fins al 1866.
El 1865, Rops i Baudelaire ja es coneixen, el poeta alaba la seva obra en diverses ocasions, dedicant-li el següent sonet: “Utilitza tota la teva eloqüència... / Per dir com m’arriba a agradar / Aquest estrany senyor Rops / Que potser no serà un primer Premi de Roma / Però el talent del qual és gran com les piràmides de Keops”. En una carta que Baudelaire envia a Rops el febrer de 1866 es fa palesa la seva estima per les il·lustracions del gravador belga: “Feu el frontispici i el cartell de Les Flors... Sabeu quina importància atorgo a l'art lleuger i profund, a la serietat amagada de frivolitat. Si mai hi ha hagut un home marcat per dur a terme aquest ambiciós programa, aquest home ets tu.”
Sembla que la col·laboració amb Rops va resultar ben satisfactòria. L’artista va adaptar-se millor a l’imaginari de Baudelaire que els seus antics col·laboradors, va ser capaç de reciclar una de les il·lustracions preferides del poeta, un esquelet amb els braços aixecats que es sembla convertir-se en un arbre. Aquesta imatge apareix al gravat a l'Essai Historique, Philosophique et Pittoresque sur les es danses des morts d’Eustache Hyacinthe Langlois (1852), basat alhora en un gravat de Hans Beham (1543).
En l’imaginari decadentista de Baudelaire, aquesta imatge pertorbadora fa referència a l'arbre sinistre que tempta a Adam i Eva a caure en el pecat original, els ossos volen representar la mort i el pecat a causa de la transgressió i culpa de la primera parella. Rops va saber adaptar-se aquest model de Langlois i enriquir-lo amb una gran quantitat d’al·lusions satíriques i d’imatges marginals. La portada de Rops era tan rica iconogràficament que necessitava d’un full explicatiu escrit per Poulet-Malassis que era utilitzat per interpretar la il·lustració. Aquesta llista d’atributs presenta la serp com al·legoria de l’orgull, les flors com a símbols de cadascun dels pecats capitals, l’escut amb un estruç com a símbol de la virtut. A més Rops vol presentar la victòria del mal sobre el bé, situant una Quimera voladora sobre l’arbre esquelètic i, sota el mateix, un cadàver descompost del Pegàs, tergiversant el mite clàssic de Bel·lerofont al que fa referència a través d'aquestes dos criatures fantàstiques.

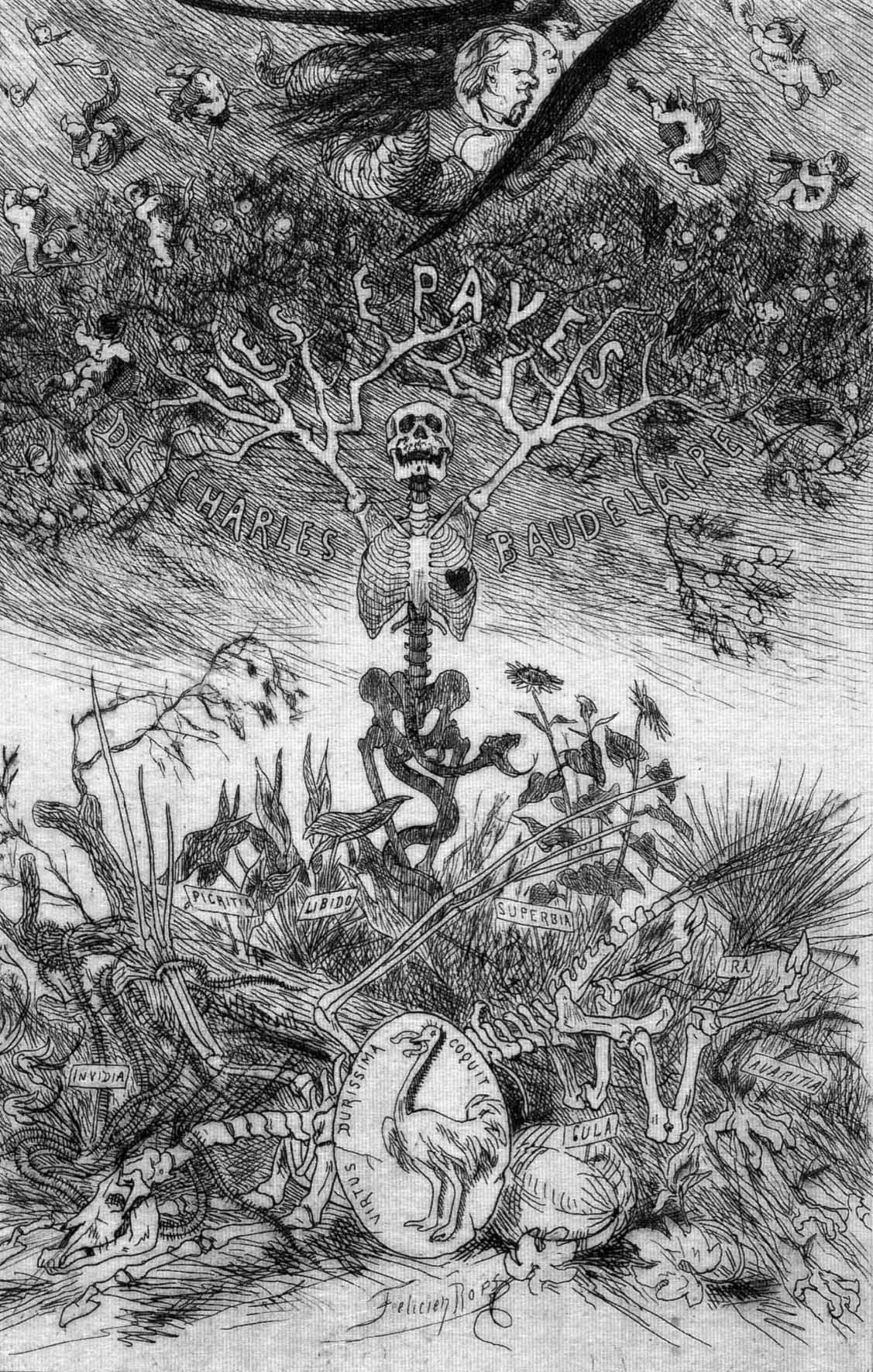
Portada per Les épaves, de Charles Baudelaire. (1866)

Aquesta imatge sembla ser un testimoni de l’evolució artística de Félicien Rops, que comença la seva carrera fortament per artistes plàstics del s. XIX: els romàntics Antoine Wiertz, Grandville, Gillray, Gavarni, Rethel, Doré, Goya, Bracquemond, alguns realistes com Millet, Daumier, o Courbet en menor mesura, i en les escultures de Fratin Christophe. A partir dels darrers anys de la dècada de 1860, l’obra de Rops beu cada cop més de les fonts de la literatura simbolista i decadentista del moment: Baudelaire, Huysmans, Mallarmé, Péladan... Sembla que les impressions pictòriques que Rops havia rebut en els seus primers anys estaven sent substituïdes progressivament per conceptes literaris.
La seva fecunda col·laboració amb Baudelaire va despertar l'admiració de molts altres escriptors, com Théophile Gautier, Alfred de Musset, Stéphane Mallarmé, Jules Barbey d'Aurevilly i Joséphin Péladan, i va estar estretament lligat a corrents literaris com el simbolisme i el decadentisme. Fidel als textos literaris que es va encarregar d'il·lustrar, els temes de la seva obra pictòrica giren al voltant del sexe, la mort i les imatges satàniques. Un aspecte a tenir en compte és que no hi ha cap indici que indiqui que Rops fos creient o estigués activament involucrat en el satanisme, sembla que l'extens ús d'aquesta temàtica respon a qüestions merament estètiques, metafòriques i simbòliques.